# Haroutioun Shmavonian
Haroutioun Shmavonian (en arménien : Հարություն Շմավոնյան), né en 1750 à Chiraz en Perse et mort à Madras (Inde) en 1824, est un prêtre arménien considéré comme le fondateur du journalisme arménien avec son journal Azdarar,.